# Sylvie Andrieux
Sylvie Andrieux (* 15. Dezember 1961 in Marseille) ist eine französische Politikerin. Sie ist seit 1997 Abgeordnete der Nationalversammlung.
Andrieux, deren Vater Antoine Andrieux und Patentante Irma Rapuzzi Mitglied des Senats waren, trat bereits als 15-Jährige der Parti socialiste bei. Ab 1983 war sie für eine Firma zum Betrieb des Hafens von Marseille tätig. 1992 wurde sie in den Regionalrat gewählt. Drei Jahre später folgte dem der Einzug in den Stadtrat von Marseille. Bei den Parlamentswahlen 1997 gelang ihr als Vertreterin des Départements Bouches-du-Rhône auch der Einzug in die Nationalversammlung. 2002, 2007 und 2012 wurde sie als Abgeordnete bestätigt.
Der Politikerin wurde die Beteiligung an einer Unterschlagung von 700.000 Euro staatlicher Gelder vorgeworfen, weswegen 2010 ihre Immunität von der Nationalversammlung aufgehoben wurde. Im Vorfeld der Wahlen 2012 entzog ihre Partei ihr die Unterstützung. Bei den Wahlen trat sie in der zweiten Runde gegen einen Kandidaten des rechtsextremen FN an und wurde mit knapp 51 Prozent der Stimmen gewählt. Nachdem sie in dieser Zeit als Divers gauche geführt wurde, wurde sie im Juli 2012 wieder von der PS aufgenommen. Am 22. Mai 2013 wurde sie vor Gericht in erster Instanz wegen der Veruntreuung für schuldig befunden und zu drei Jahren Haft verurteilt, wovon zwei zur Bewährung ausgesetzt wurden. Darüber hinaus wurde sie für fünf Jahre von der Teilnahme an Wahlen ausgeschlossen.